# جریان نوری گذرا
جریان نوری گذرا (تی‌پی‌سی) یک روش اندازه‌گیری است که به‌طور معمول در فیزیک نیم‌رساناهای لایه نازک استفاده می‌شود. تی‌پی‌سی اجازه می‌دهد تا استخراج بارهای وابسته به زمان (در مقیاس زمانی میکروثانیه) تولید شده توسط اثر فتوولتائیک در ادوات نیم‌رسانا، مانند سلول‌های خورشیدی را مطالعه کنید.

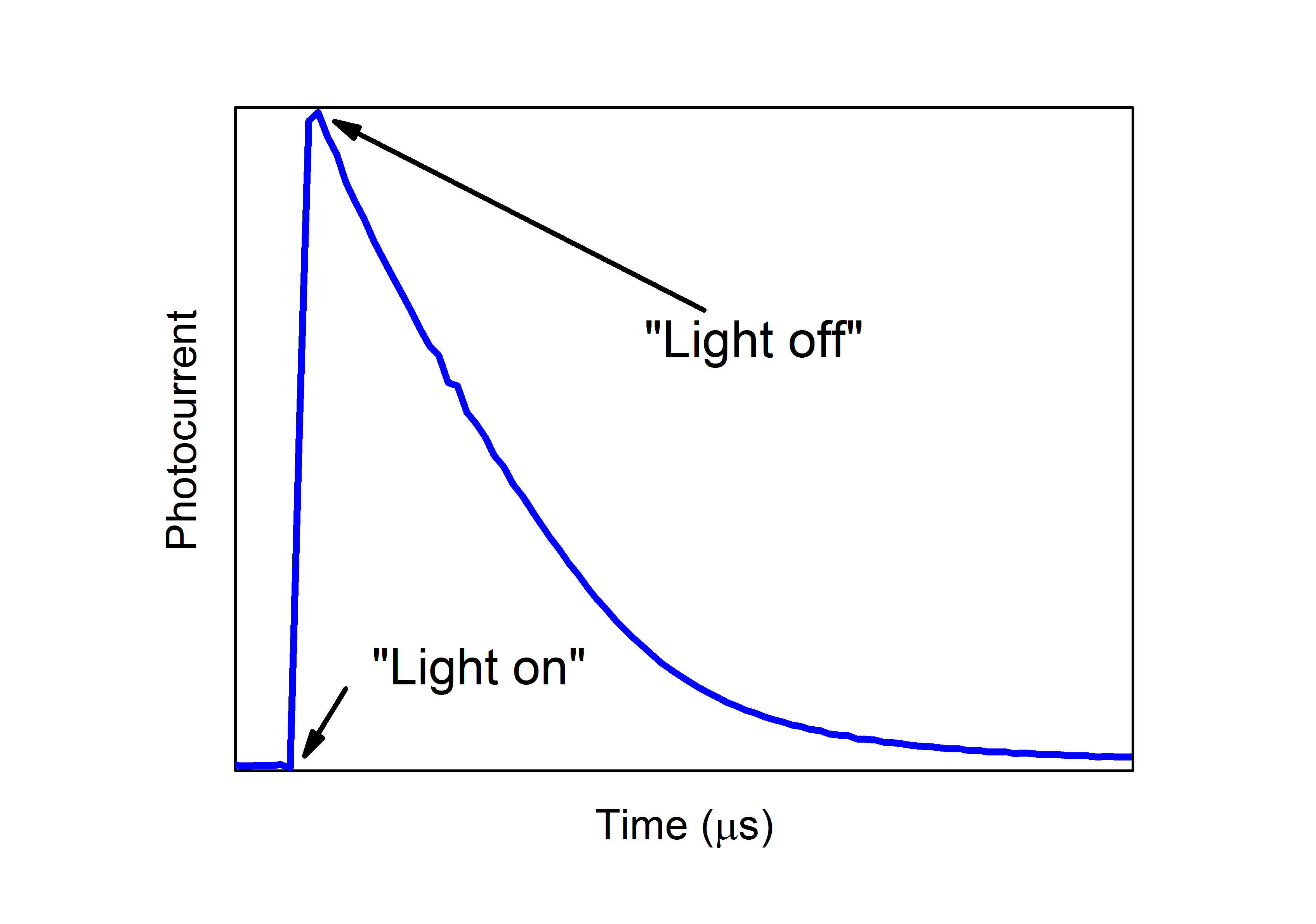
طرح تی‌پی‌سی در موقعیت خاموشی

یک نیم‌رسانا بین دو الکترود برهیختن قرار دارد. وقتی با یک پالس کوتاه نور تحریک می‌شود (به اندازه ۱۰۰ فمتوثانیه)، بارهای نورساخته بر روی الکترودها برهیخته می‌شوند، در نتیجه یک جریان ایجاد می‌شود، که توسط اسیلوسکوپ به شکل ولتاژ دوسر یک مقاومت آشکار می‌شود. از آنجا که پالس تحریک مربعی است، برای اندازه‌گیری تی‌پی‌سی دو روش وجود دارد: در موقعیت‌های «روشنی» و «خاموشی». در «روشنی»، همین که پالس تحریک روشن شد، سیگنال ضبط می‌شود و اجازه می‌دهد پس از شروع برانگیختن، میزانی بار روی الکترود مشاهده شود. اندازه‌گیری‌های «خاموشی» نشان می‌دهد که پس از خاموش شدن پالس، بارها چگونه از بین می‌روند.